# Lil’ Romeo
Lil’ Romeo, właśc. Percy Romeo Miller Jr. (ur. 19 sierpnia 1989 w Nowym Orleanie w stanie Luizjana) – amerykański raper, aktor. Znany jest z beefu z raperem Bow Wowem. Jest synem rapera Mastera P.

## Dyskografia
Albumy solowe
- 2001: Lil’ Romeo (platyna)
- 2002: Game Time (platyna)
- 2004: Romeoland (złota)
- 2007: God’s Gift
- 2009: Get Low
- 2010: I Am No Limit

Współpraca
- 2005: Young Ballers: The Hood Been Good To Us (z Rich Boyz)
- 2007: Hip Hop History (z Master P)
- 2010: Spring Break (z College Boyys)

Kompilacje
- 2006: Greatest Hits

Soundtraki
- 2005: Romeo!

Single
- 2001: My Baby
- 2006: U Can’t Shine Like Me
- 2006: Can’t Stop Won’t Stop
- 2006: Shine
- 2007: Special Girl
- 2007: I’m So Fly

## Filmografia
- The Making of 'Jimmy Neutron' (2001) – on sam
- Wielka misja Maxa Keeble’a (Max Keeble’s Big Move, 2001) – on sam
- Romeo! (2003–2005) Romeo Miller
- Honey (2003) Benny
- Still 'Bout It (2004) – M.J.
- Decisions (2004)
- Uncle P (2005)
- God’s Gift (2006)
- Don’t Be Scared (2006)
- Crush On U (2007)
- Sweetwater (2008)
- The Pig People (2009)
- The Mailman (2009)
- Down and Distance (2009)